# Leroy Lowe
Leroy Lowe (* 4. Juli 1944 in Pittsburgh, Pennsylvania; † 13. Dezember 1999 in Stockholm, Schweden) war ein amerikanischer Jazzmusiker (Schlagzeug).

## Leben und Wirken
Als Teenager zog Lowe mit seinen Eltern nach Washington, D.C., wo er in der Marching Band der Schule begann, Schlagzeug zu spielen. Mit 18 Jahren verließ er die Schulband und nahm Privatunterricht und übte parallel dazu mit Kollegen wie Billy Hart und Joe Chambers. 1964–1965 studierte Leroy Schlagzeug, Klavier, Harmonium und Arrangement an der Berklee School of Music in Boston. Fast ein Jahr lang ging er mit der der Big Band von Otis Redding auf Tournee. Nach einem anstrengenden ununterbrochenen 6-Wochen Engagement ging er zur Erholung auf Urlaub nach Oslo. Er kam in ganz Skandinavien herum und ließ sich schließlich in Stockholm nieder. Er spielte regelmäßig in Amsterdam und anderen europäischen Städten zusammen mit amerikanischen und europäischen Solisten wie Johnny Griffin, Ben Webster, Dexter Gordon, Toots Thielemans und dem Gitarristen Philip Catherine.
Über 30 Jahre lang war er ein erfolgreicher Schlagzeuger in Schweden und war Mitglied von Ensembles wie Rena Rama (1975–1983), dem Quintett von Tommy Koverhult (1980–1985), ‘Equinox (1983–1989) – die auch in Kanada spielte – und seit 1982 in Opposite Corner, u. a. mit dem Pianisten Åke Johansson und dem Bassisten Kjell Jansson.
Im Dezember 1999 erlag er einem Krebsleiden.

## Diskographische Hinweise
- Tractus (1976) (mit Bruno Råberg und Harald Svensson)
- Continuous Flow (1980) (mit Wolfgang Engstfeld, Michel Herr, Palle Danielsson)
- Eight Languages (1989) (mit Klaus Ignatzek, Claudio Roditi, Gustavo Bergalli, Jean-Louis Rassinfosse)